# Nesticus shinkaii
Nesticus shinkaii är en spindelart som beskrevs av Takeo Yaginuma 1979. Nesticus shinkaii ingår i släktet Nesticus och familjen grottspindlar. Inga underarter finns listade i Catalogue of Life.